# Narosura
Narosura est une bourgade du Kenya, dans le comté de Narok, à environ 60 kilomètres au sud de la ville de Narok, chef-lieu du comté. La population est essentiellement constituée d'éleveurs Maasaï dont quelques-uns pratiquent l'agriculture irriguée.
Narosura est devenue un centre pour le commerce et l'horticulture.

## Climat
La bourgade est sise au pied des collines de Loita et bénéficie d'un climat semi-aride.

## Archéologie
Au début des années 1970, on y découvre un important site archéologique datant du Néolithique pastoral. Le site était occupé par une communauté de la culture du Néolithique pastoral de savane entre, environ, 3000 et 2000 AP. Narosura est le « site type » pour la « vaisselle céramique de Narosura », un type de poterie caractérisé par des bols à large ouverture avec des bandes décoratives faites au peigne près des rebords. Les artefacts en pierre sont très similaires à ceux de l'Elmenteitien.